# سیارک ۴۸۵۳
سیارک ۴۸۵۳ (به انگلیسی: 4853 Marielukac، نامگذاری:1979ML) چهار هزار و هشتصد و پنجاه و سومین سیارک کشف شده‌است که در ۲۸ ژوئن ۱۹۷۹ کشف شد.